# 1913 en musique classique
| \| • Retour à la chronologie générale de la musique classique • \| |
| Grèce • Rome • Haut Moyen Âge • VIIIe siècle • IXe siècle • Xe siècle • XIe siècle XIIe siècle • XIIIe siècle • XIVe siècle • XVe siècle • XVIe siècle • XVIIe siècle XVIIIe siècle • XIXe siècle • XXe siècle • XXIe siècle |
| • Retour à la chronologie générale de la musique classique • |

| Années en musique classique : 1910 - 1911 - 1912 - 1913 - 1914 - 1915 - 1916    |
| Décennies en musique classique : 1880 - 1890 - 1900 - 1910 - 1920 - 1930 - 1940 |

## Événements

### Créations

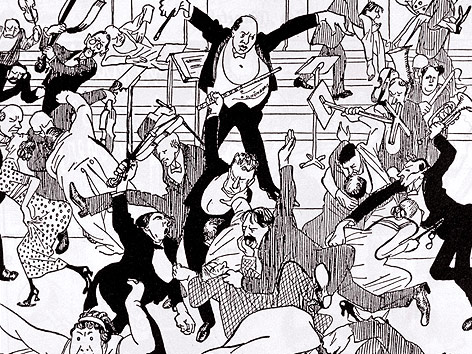
Skandalkonzert, caricature publiée dans Die Zeit du 6 avril 1913

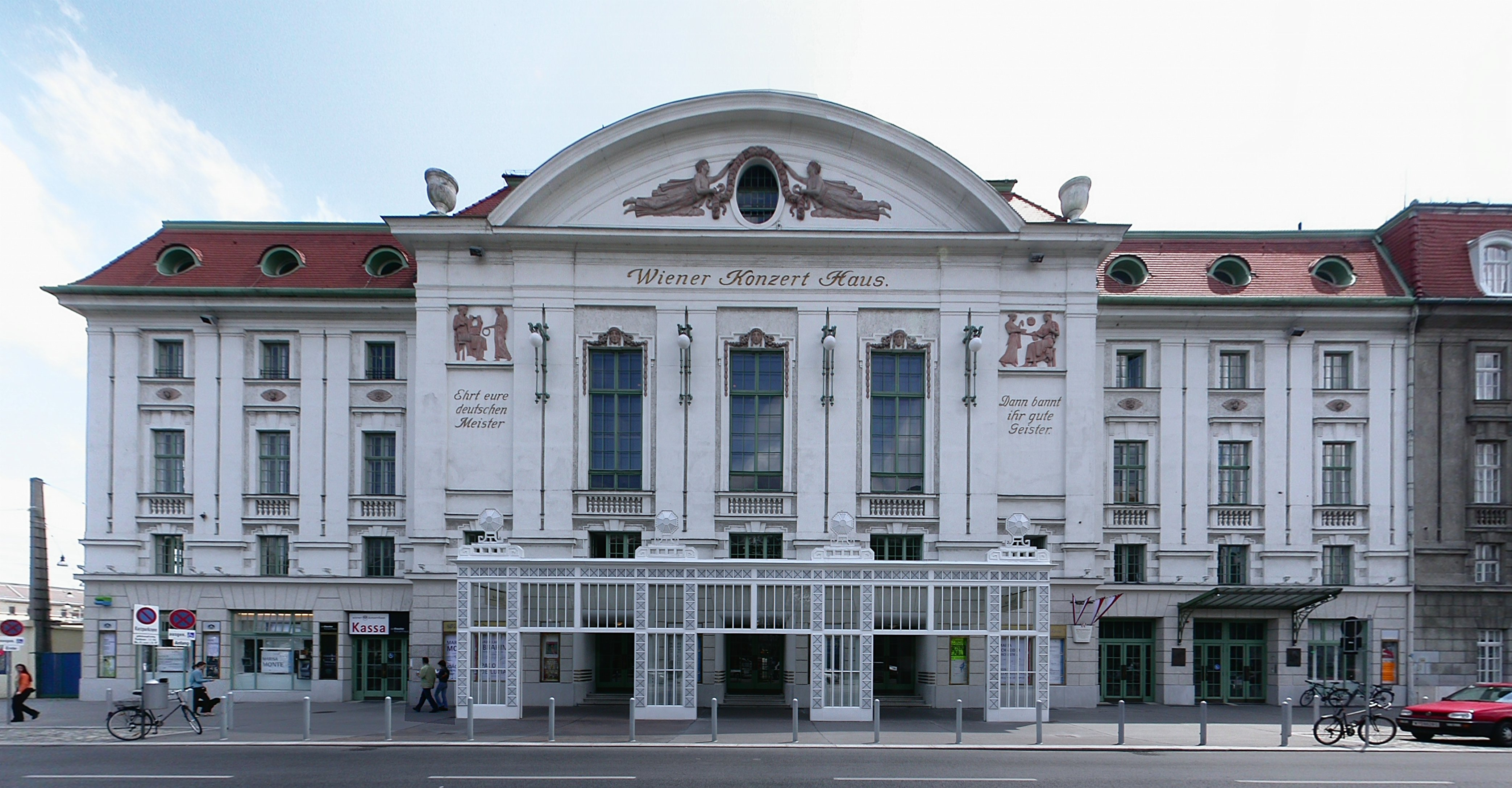
Konzerthaus de Vienne

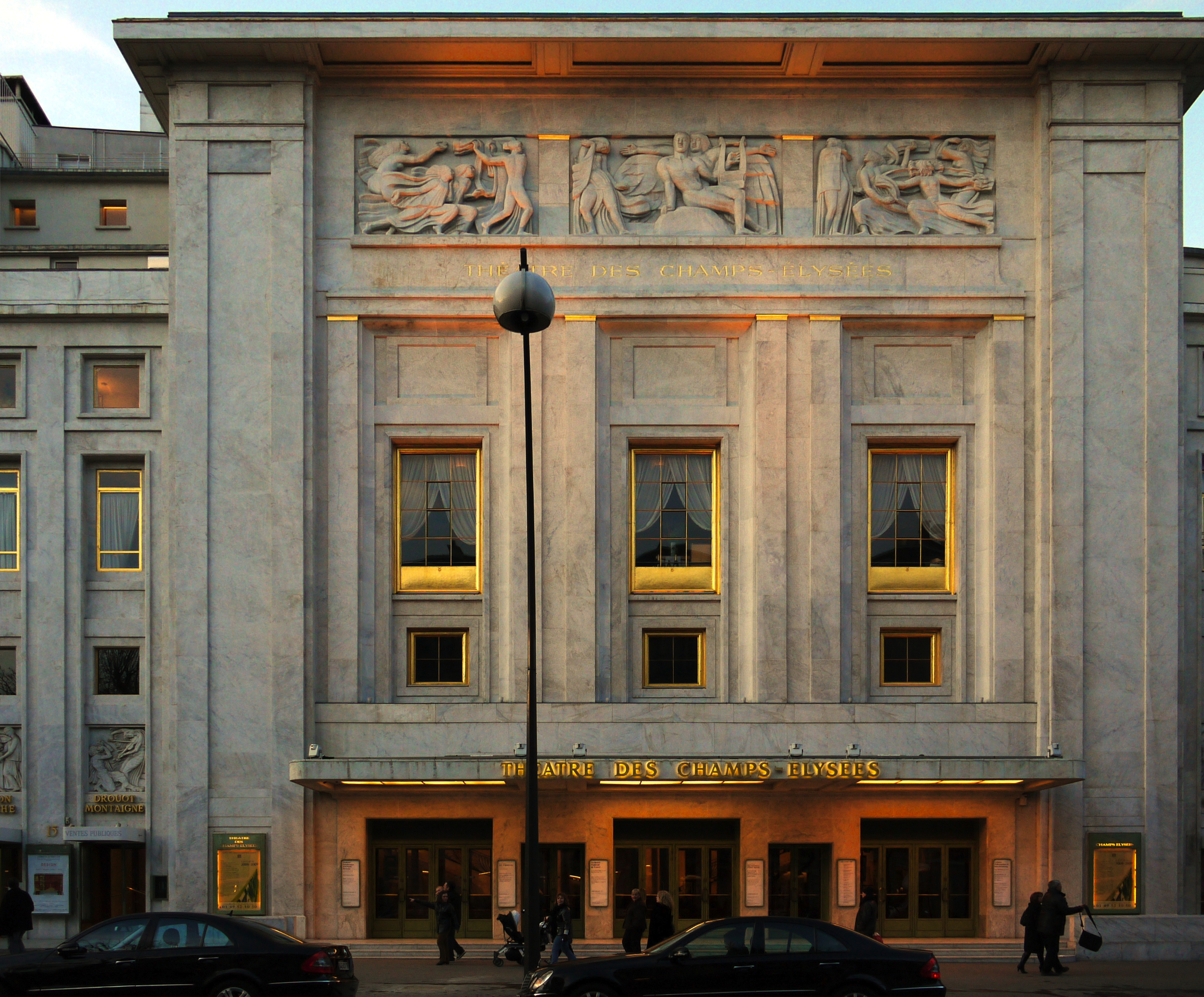
Théâtre des Champs-Élysées

- 18 janvier : la Sonatine pour piano d'Albert Roussel, créée à la Société nationale de musique par Marthe Dron.
- 23 février : les Gurre-Lieder, pour voix et orchestre d'Arnold Schönberg, créés à Vienne sous la direction de Franz Schreker.
- 25 février : Deux images, œuvre pour orchestre de Béla Bartók, créée à Budapest.
- 4 mars : Pénélope, opéra de Gabriel Fauré, créé à l'Opéra de Monte-Carlo sous la direction de Léon Jehin.
- 27 mars : Le barde, poème symphonique de Jean Sibelius, créé à Helsinki par l'Orchestre philharmonique d'Helsinki, conduit par le compositeur.
- 28 mars : Le Château de la Bretèche, opéra d'Albert Dupuis, créé à l'Opéra de Nice.
- 31 mars : les Six pièces pour grand orchestre (première version) d'Anton Webern, créées à Vienne, sous la direction d'Arnold Schönberg (voir 1929). Le concert tourne à l'émeute : voir le Skandalkonzert.
- 1er avril : La Vie brève, opéra de Manuel de Falla, créé à Nice.
- 3 avril : Le Festin de l'araignée, ballet-pantomime d'Albert Roussel, créé à Paris.
- 10 avril : L'Amore dei tre re, opéra de Italo Montemezzi, créé à La Scala de Milan.
- 25 avril : Panurge, opéra de Jules Massenet, créé à la Gaîté-Lyrique.
- avril : fin de la composition des Préludes pour piano par Claude Debussy.
- 29 mai : Le Sacre du printemps du compositeur russe Igor Stravinsky et du chorégraphe Vaslav Nijinski dansé par les Ballets russes de Serge de Diaghilev fait scandale à la première à Paris.
- 5 septembre : Concerto pour piano no 2 en sol mineur, opus 16, de Sergueï Prokofiev.
- 19 octobre : Inauguration du Konzerthaus de Vienne par la création du Prélude festif de Richard Strauss.
- 23 octobre : En entendant le premier coucou au printemps,  poème symphonique de Frederick Delius, créé à Leipzig.
- 16 novembre : Faust et Hélène, cantate de Lili Boulanger, créée à Paris.
- 1er décembre : Syrinx de Claude Debussy, créé à Paris par Louis Fleury.

Date indéterminée
- Claude Debussy compose le ballet La Boîte à joujoux (créé en 1919) et Trois Poèmes de Stéphane Mallarmé.

### Autres
- 2 avril : Concert d’inauguration du théâtre des Champs-Élysées (Debussy, Saint-Saëns, Paul Dukas, Vincent d'Indy).
- 22 décembre : sortie du premier disque de musique de chambre (Beethoven) par le Quatuor Flonzaley.
- Lili Boulanger, compositrice française, est la première femme à remporter le Grand prix de Rome de composition musicale.
- Fondation du Quatuor Busch (dissous en 1952).

## Naissances

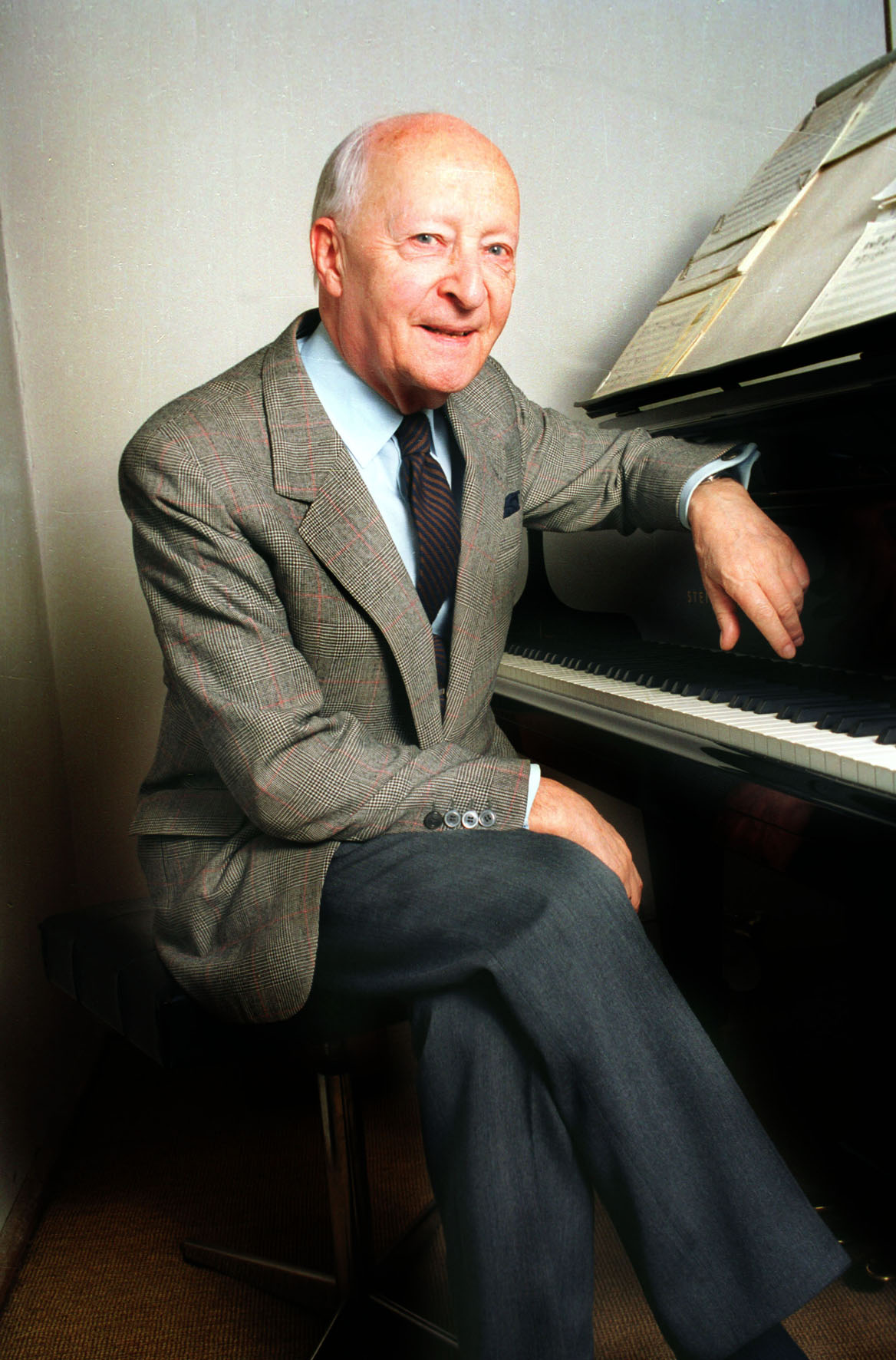
Witold Lutosławski

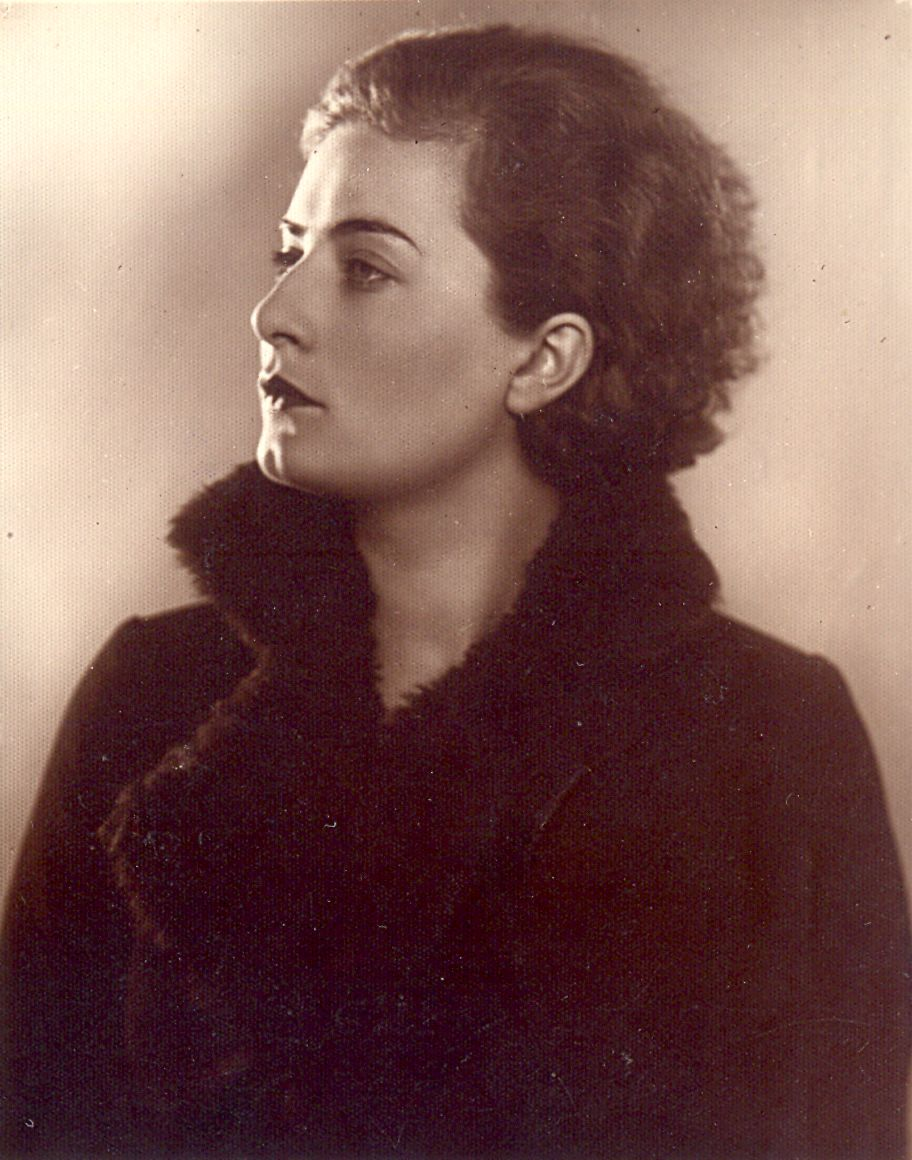
Ljuba Welitsch

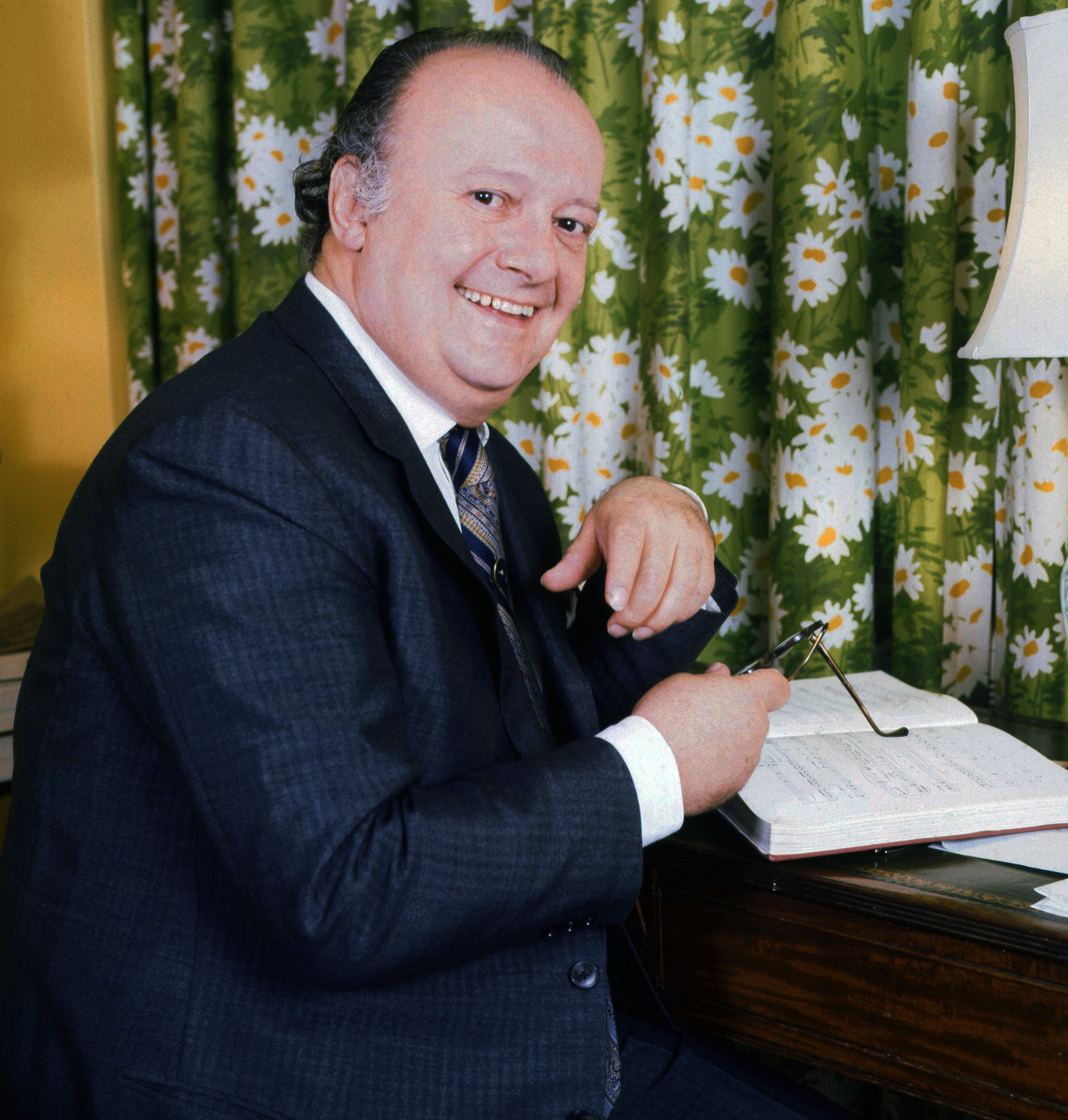
Tito Gobbi

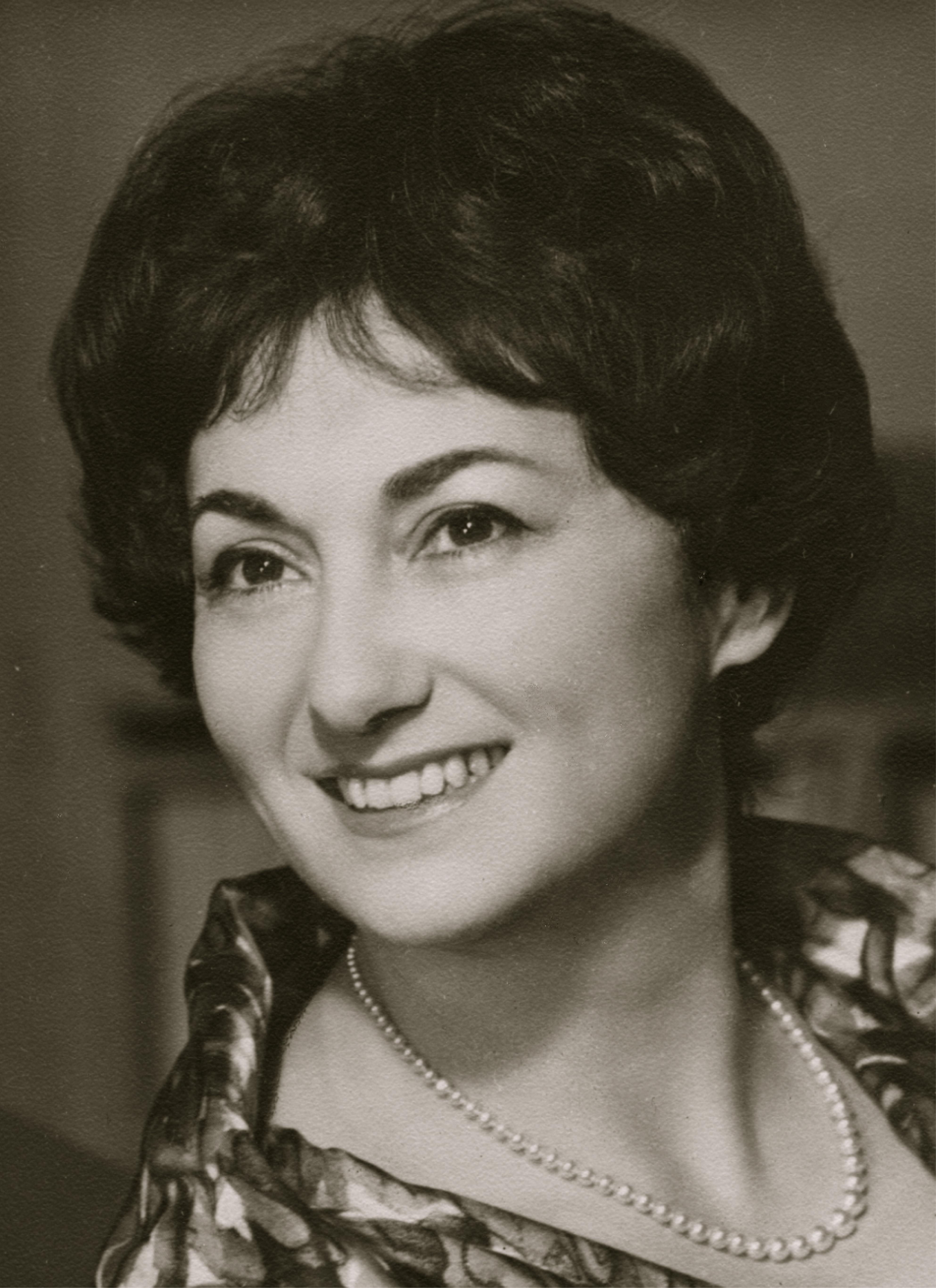
Berthe Kal

- 1er janvier : Matilde Capuis, organiste, pianiste et compositrice italienne († 31 janvier 2017).
- 2 janvier : Gardner Read, compositeur et musicographe américain († 10 novembre 2005).
- 4 janvier : Renée Nizan, organiste français († 14 novembre 1945).
- 6 janvier : José David, compositeur et musicographe français († 21 août 1993).
- 25 janvier : Witold Lutosławski, compositeur et chef d'orchestre polonais († 7 février 1994).
- 27 janvier : Milton Adolphus, compositeur et pianiste américain († 16 août 1988).
- 9 février : Alfred Boskovsky, clarinettiste autrichien († 2 juillet 1990).
- 12 février : John Barrows, corniste américain († 11 janvier 1974).
- 17 février : René Leibowitz, chef d'orchestre, compositeur, théoricien et pédagogue français d'origine polonaise († 28 août 1972).
- 19 février : Alvin Etler, hautboïste, pédagogue et compositeur américain († 13 juin 1973).
- 5 mars : Julian Krein, compositeur, pianiste et musicologue russe († 28 mai 1996).
- 13 mars : Irène Joachim, cantatrice française soprano († 20 avril 2001).
- 19 mars : Libero de Luca, ténor suisse († 4 août 1997).
- 2 avril : Henri Guisgand, clarinettiste et saxophoniste classique et jazz français († 9 mai 1982).
- 11 avril : Jane Vignery, compositrice et pédagogue belge († 15 août 1974).
- 14 avril : Jean Fournet, chef d'orchestre français († 3 novembre 2008).
- 20 avril : Ernest Bour, chef d'orchestre français († 20 juin 2001).
- 27 avril : Maurice Vaute, compositeur de musique classique, chef de musique et pédagogue belge († 21 juin 2000).
- 1er mai : Walter Susskind, chef d'orchestre tchèque naturalisé britannique († 25 mars 1980).
- 7 mai : David Glazer, clarinettiste américain († 4 mars 2001).
- 22 mai : František Jílek, chef d'orchestre tchèque († 16 septembre 1993).
- 31 mai : Constantin Silvestri, pianiste compositeur et chef d'orchestre roumain († 23 février 1969).
- 4 juin : Bruno Bettinelli, compositeur et pédagogue italien († 8 novembre 2004).
- 5 juin : Friedrich Wildgans, compositeur autrichien († 7 novembre 1965).
- 10 juin : 
  - Thor Johnson, chef d'orchestre américain († 16 janvier 1975).
  - Tikhon Khrennikov, compositeur et homme politique russe († 14 août 2007).
- 11 juin : Risë Stevens, mezzo-soprano américaine († 20 mars 2013).
- 12 juin : Maurice Ohana, compositeur français († 13 novembre 1992).
- 18 juin : Béatrice Launer, violoniste hongroise († 15 avril 1994).
- 24 juin : Heinrich Hollreiser, chef d'orchestre allemand († 24 juillet 2006).
- 28 juin : George Lloyd, compositeur britannique († 3 juillet 1998).
- 10 juillet : Ljuba Welitsch, soprano lyrique bulgare puis autrichienne († 1er septembre 1996).
- 12 juillet : André Lavagne, compositeur français († 21 mars 2014).
- 13 juillet : Willy Ostijn, compositeur belge néoclassique († 30 mars 1993).
- 20 juillet : Benjamin Fleischmann, compositeur russe († 14 septembre 1941).
- 21 juillet : Félicien Wolff, compositeur et organiste français († 16 février 2012).
- 1er août : Jerome Moross, compositeur et chef d'orchestre américain († 27 juillet 1983).
- 13 août : Anatoli Bogatirev, compositeur biélorusse († 19 septembre 2003).
- 15 août : Ferruccio Tagliavini, ténor italien († 29 janvier 1995).
- 19 août : Martin Flämig, chef de chœur allemand († 13 janvier 1998).
- 22 août : Gina Bachauer, pianiste grecque naturalisée britannique († 22 août 1976).
- 26 août : Gino Sinimberghi, ténor italien († 30 décembre 1996).
- 28 août : 
  - Robert Irving, chef d'orchestre britannique († 13 septembre 1991).
  - Richard Tucker, ténor américain († 8 janvier 1975).
- 29 août : Jan Ekier, musicien polonais († 15 août 2014).
- 15 septembre : Henry Brant, compositeur américain († 26 avril 2008).
- 8 octobre : Helmut Krebs, ténor allemand († 30 août 2007).
- 15 octobre : Maurice Cliquennois, clarinettiste français († 16 novembre 1997).
- 16 octobre : 
  - Gino Bechi, baryton italien († 2 février 1993).
  - Cesar Bresgen, compositeur autrichien († 7 avril 1988).
- 20 octobre : Angelo Ephrikian, violoniste, chef d'orchestre, compositeur et musicologue († 30 octobre 1982).
- 24 octobre : Tito Gobbi, baryton, acteur, metteur en scène et dessinateur de costumes italien († 5 mars 1984).
- 9 novembre : Gaston Roussel, prêtre catholique et musicien français († 19 décembre 1985).
- 19 novembre : Ataúlfo Argenta, pianiste et chef d'orchestre espagnol († 21 janvier 1958).
- 21 novembre : Marijana Radev, chanteuse d'opéra croate († 17 septembre 1973).
- 22 novembre :
  - Jacques Jansen, baryton martin français († 13 mars 2002).
  - Benjamin Britten, compositeur, chef d'orchestre et pianiste britannique († 4 décembre 1976).
- 6 décembre :
  - Nicolas Alfonso, guitariste et compositeur espagnol († 2 octobre 2001).
  - Karl Haas, pianiste, compositeur et chef d'orchestre allemand († 6 février 2005).
- 10 décembre :
  - Morton Gould, pianiste et compositeur américain († 21 février 1996).
  - Berthe Kal, soprano française († 25 avril 2015).
- 18 décembre : Saburō Takata, compositeur japonais († 22 octobre 2000).
- 28 décembre : Paolo Silveri, baryton italien († 7 mars 2001).
- 29 décembre : Boris Goltz, compositeur soviétique († 3 mars 1942).

## Décès

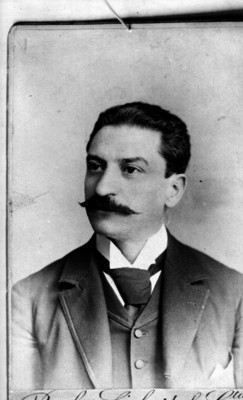
Ernesto Elorduy

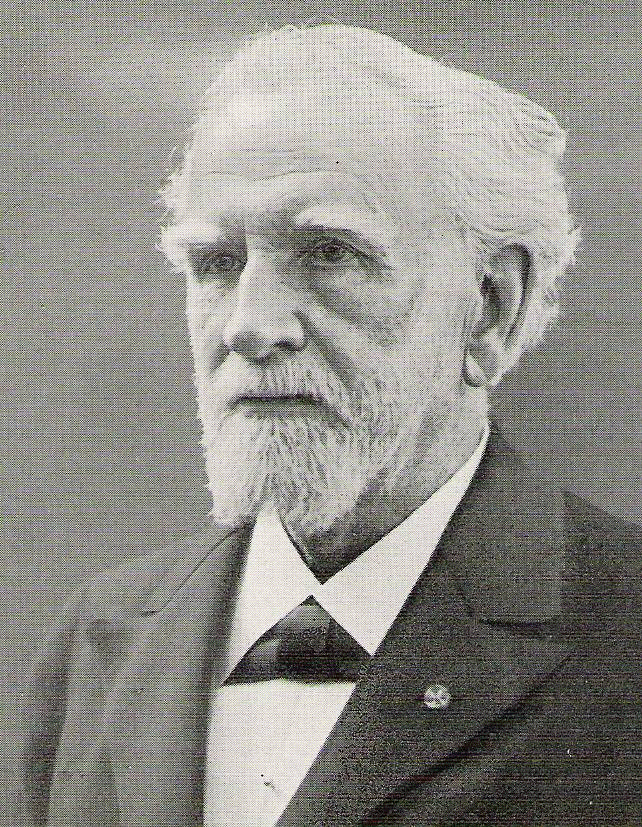
Christian Barnekow

- 6 janvier : Ernesto Elorduy, compositeur et pianiste mexicain (° 11 décembre 1853).
- 27 janvier : Alfred Margis, pianiste et compositeur français (° 30 octobre 1874).
- 24 février : Henri Deshayes, organiste et compositeur français (° 14 janvier 1838).
- 26 février : Felix Draeseke, compositeur et pédagogue allemand (° 7 octobre 1835).
- 12 mars : Josef Bayer, compositeur autrichien (° 6 mars 1852).
- 13 mars : John Thomas, harpiste et compositeur gallois (° 1er mars 1826).
- 20 mars : Christian Barnekow, compositeur danois (° 28 juillet 1837).
- 17 juin : Ingeborg Bronsart von Schellendorf, compositrice et pianiste allemande d'origine suédoise (° 24 août 1840).
- 19 juin : Caroline Montigny-Rémaury, pianiste française (° 22 janvier 1843).
- 7 août : David Popper, violoncelliste tchèque (° 6 juin 1843).
- 11 août : Johanne Amalie Fenger, compositrice danoise (° 5 septembre 1836).
- 19 août : Bertha Barnes, compositrice américaine (° 24 novembre 1869).
- 26 août : Stephen Adams né Michael Maybrick, compositeur et chanteur anglais (° 31 janvier 1841).
- 15 septembre : Jules Hone, violoniste, compositeur et chef d'orchestre d'origine belge (° 7 avril 1833).
- 26 septembre : Rudolf Raimann, compositeur hongrois (° 7 mai 1861).
- 22 novembre : Hans Bronsart von Schellendorff, compositeur, chef d'orchestre et pianiste allemand (° 11 février 1830).
- 9 décembre : Franz Kullak, pianiste, compositeur et professeur de musique allemand (° 12 avril 1844).